# Razor
Clarence "Razor" Callahan er en fiktiv person i spillet Need For Speed: Most Wanted.
Han er nummer 1 på den såkaldte "blacklist". Man møder ham for første gang i starten af spillet, hvor det ikke kan undgås at tabe sin bil til ham.

## Biografi
- Navn: Clarence "Razor" Callahan
- Bil: BMW M3 GTR
- Styrke: Alting
- Lokalitet: Rockport

| Spilfigurer | Spire Denne spilfigur-relaterede artikel er en spire som bør udbygges. Du er velkommen til at hjælpe Wikipedia ved at udvide den. |